# Legión de Honor
La Orden Nacional de la Legión de Honor (en francés: Ordre national de la Légion d'honneur) es la más conocida e importante de las condecoraciones y distinciones de Francia, y una de las más prestigiosas del mundo. Fue establecida por Napoleón Bonaparte en 1802, y otorgada por primera vez en 1804, siendo entregada desde esa fecha por el Presidente de la República.
La orden se concede a hombres y mujeres, ya sean franceses o extranjeros, por méritos extraordinarios realizados dentro del ámbito civil o militar en ese país. No hay registros oficiales de todos los condecorados, pero se estima en alrededor de 1 millón desde 1804. En 2016 habían unos 93.000 miembros vivos. El total de condecorados vivos permitidos es 125.000. Desde la Primera Guerra Mundial se ha otorgado también post mortem.

## Origen e historia de la Legión de Honor
El 19 de mayo de 1802, el cónsul Napoleón Bonaparte instituyó la orden grupal de la Legión de Honor, retornando así a las condecoraciones públicas, ya que las del Antiguo Régimen fueron abolidas con la Revolución de 1789. Había quien lo criticaba diciendo que la nueva condecoración era un «chupete para adultos», a lo que él contestaba: «Es gracias a estos chupetes que los hombres me adoran».
El 15 de julio de 1804 en una grandiosa ceremonia en Hôtel des Invalides en París, Napoleón entregó las primeras medallas de la Legión de Honor a los mariscales, soldados, inválidos de guerra, científicos, artistas y escritores, con méritos sobresalientes. Días después, el 16 de agosto, en el campo de Boulogne, donde acampaban 200 000 hombres preparando el desembarco en Inglaterra, Napoleón procedió a otra entrega de la Legión de Honor, en un ambiente de indescriptible entusiasmo.
La primera mujer en recibir la Legión de Honor el 15 de agosto de 1851 fue Marie-Angélique Duchemin, sargento de las Fuerzas Armadas de la República Francesa. Antes del año 1900, otras 47 mujeres recibieron esta distinción.
En el transcurso de la historia, el prestigio de la Legión de Honor sigue creciendo, y en 1914, cuando estalló la Primera Guerra Mundial, la Orden contaba con 50 000 «legionarios».

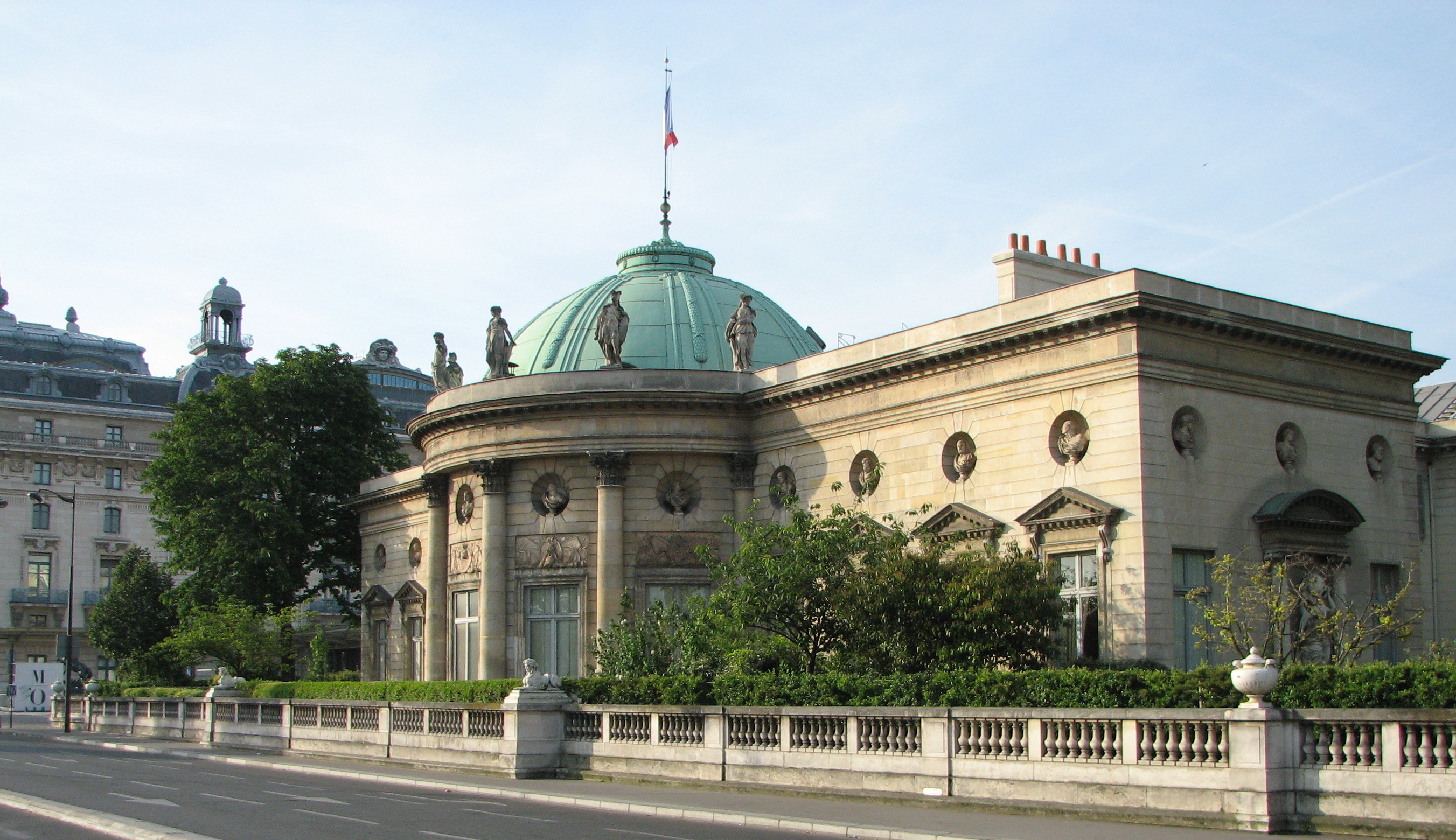
El Palacio de la Legión de Honor, quai Anatole-France.

Los terribles combates de la Primera Guerra Mundial y los actos de heroísmo de los soldados, tienen como consecuencia un crecimiento de los miembros de la Legión de Honor, muchas veces lesionados o inválidos a consecuencia de las heridas recibidas en combate. Tal es así que se hace necesario en 1921, la creación de la Sociedad de Ayuda Mutua de los Miembros de la Legión de Honor (Société d’entraide des membres de la Légion d’honneur, SEMLH) por el general Auguste Dubail, para reafirmar y desarrollar la solidaridad entre los legionarios, y socorrer a los más necesitados, inválidos o lesionados.
Con el tiempo, la SEMLH se consolidó y amplió sus actividades. Hoy en día cuenta con más de 60 000 miembros y está presente tanto en Francia como en numerosos países del mundo con sus secciones locales, agrupando en una misma fraternidad legionarios extranjeros y franceses.
La gran cancillería de la Orden se encuentra en París, en el séptimo distrito, en el hotel de Salm, que ahora se conoce como el Palacio de la Legión de Honor. Este palacio también alberga el museo de la Legión de Honor.
|  |  |  |

## Organización
La orden de la Legión de Honor, instituida por la ley de 29 años Floréal X (19 de mayo de 1802) adoptada en aplicación del artículo 87 de la Constitución de 22 años Frimaire VIII (13 de diciembre de 1799), es una comunidad compuesto por todos sus miembros, dotado de un nombre, un sello, un estatuto, un patrimonio y una personalidad jurídica de derecho público.
Se rige por el Código de la Legión de Honor, la Medalla Militar y la Orden Nacional del Mérito, como resultado de la reforma y las profundas reformas deseadas por el general de Gaulle en 1962. Su lema es "Honor y Patria". La Legión de Honor está formada por caballeros, oficiales, comandantes, grandes oficiales, y grandes cruces (nivel máximo). Los grandes cruces y los grandes oficiales son dignatarios de la orden, y su rango corresponde a una dignidad y no a un grado, como es el caso de las demás categorías. Desde 2010 la orden puede ser retirada e invalidada a un miembro vivo que cometa faltas o delitos graves después de otorgada (ej. Bashar al-Ásad, Lance Armstrong, John Galliano).

### Gran Maestro
El presidente de la República (o anteriormente, según los regímenes, el primer cónsul, el emperador o el rey) es el Gran Maestro de la Orden. El presidente de la República, en el momento de su toma de posesión, es reconocido como Gran Maestro por el Gran Canciller, quien le entrega el Gran Collar diciendo las siguientes palabras: "como gran maestro de la Orden Nacional de la Legión de Honor", y también recibe una Gran Cruz.
| Rango | Gran Maestro                                                                | Periodo                                                                   |
| ----- | --------------------------------------------------------------------------- | ------------------------------------------------------------------------- |
| 1.er  | Napoléon Bonaparte (entonces bajo su nombre de emperador) Napoléon I.er     | 19 de mayo de 1802 - 3 de abril de 1814 al 20 marzo - 22 de junio de 1815 |
| 2e    | Luis XVIII                                                                  | 19 de julio de 1814 - 16 de septiembre de 1824                            |
| 3e    | Carlos X                                                                    | 16 de septiembre de 1824 - 2 de agosto de 1830                            |
| 4e    | Luis-Felipe I.er                                                            | 9 de agosto de 1830 - 24 de febrero de 1848                               |
| 5e    | Luis-Napoléon Bonaparte (entonces bajo su nombre de emperador) Napoléon III | 20 de diciembre de 1848 - 4 de septiembre de 1870                         |
| 6e    | Adolphe Thiers                                                              | 21 de febrero de 1871 - 24 de mayo de 1873                                |
| 7e    | Patrice de Mac Mahon                                                        | 24 de mayo de 1873 - 30 de enero de 1879                                  |
| 8e    | Jules Grévy                                                                 | 30 de enero de 1879 - 2 de diciembre de 1887                              |
| 9e    | Sadi Carnot (presidente)                                                    | 3 de diciembre de 1887 - 25 de junio de 1894                              |
| 10e   | Jean Casimir-Perier                                                         | 27 de junio de 1894 - 16 de enero de 1895                                 |
| 11e   | Félix Faure                                                                 | 17 de enero de 1895 - 16 de febrero de 1899                               |
| 12e   | Émile Loubet                                                                | 18 de febrero de 1899 - 18 de febrero de 1906                             |
| 13e   | Armand Fallières                                                            | 18 de febrero de 1906 - 18 de febrero de 1913                             |
| 14e   | Raymond Poincaré                                                            | 18 de febrero de 1913 - 18 de febrero de 1920                             |
| 15e   | Paul Deschanel                                                              | 18 febrero - 21 de septiembre de 1920                                     |
| 16e   | Alexandre Millerand                                                         | 23 de septiembre de 1920 - 11 de junio de 1924                            |
| 17e   | Gaston Doumergue                                                            | 13 de junio de 1924 - 13 de junio de 1931                                 |
| 18e   | Paul Doumer                                                                 | 13 de junio de 1931 - 7 de mayo de 1932                                   |
| 19e   | Albert Lebrun                                                               | 10 de mayo de 1932 - 10 de julio de 1940                                  |
| 20e   | Philippe Pétain                                                             | 10 de julio de 1940 - 20 de agosto de 1944                                |
| 21e   | Charles de Gaulle                                                           | 13 de noviembre de 1945 - 23 de enero de 1946                             |
| 22e   | Félix Gouin                                                                 | 23 de enero de 1946 - 19 de junio de 1946                                 |
| 23e   | Georges Bidault                                                             | 19 de junio de 1946 - 16 de diciembre de 1946                             |
| 24e   | Vincent Auriol                                                              | 16 de enero de 1947 - 16 de enero de 1954                                 |
| 25e   | René Coty                                                                   | 16 de enero de 1954 - 8 de enero de 1959                                  |
| 26e   | Charles de Gaulle                                                           | 8 de enero de 1959 - 28 de abril de 1969                                  |
| 27e   | Georges Pompidou                                                            | 20 de junio de 1969 - 2 de abril de 1974                                  |
| 28e   | Valéry Giscard d'Estaing                                                    | 27 de mayo de 1974 - 21 de mayo de 1981                                   |
| 29e   | François Mitterrand                                                         | 21 de mayo de 1981 - 17 de mayo de 1995                                   |
| 30e   | Jacques Chirac                                                              | 17 de mayo de 1995 - 16 de mayo de 2007                                   |
| 31e   | Nicolas Sarkozy                                                             | 16 de mayo de 2007 - 15 de mayo de 2012                                   |
| 32e   | François Hollande                                                           | 15 de mayo de 2012 - 14 de mayo de 2017                                   |
| 33e   | Emmanuel Macron                                                             | 14 de mayo de 2017 -                                                      |

### Gran Canciller

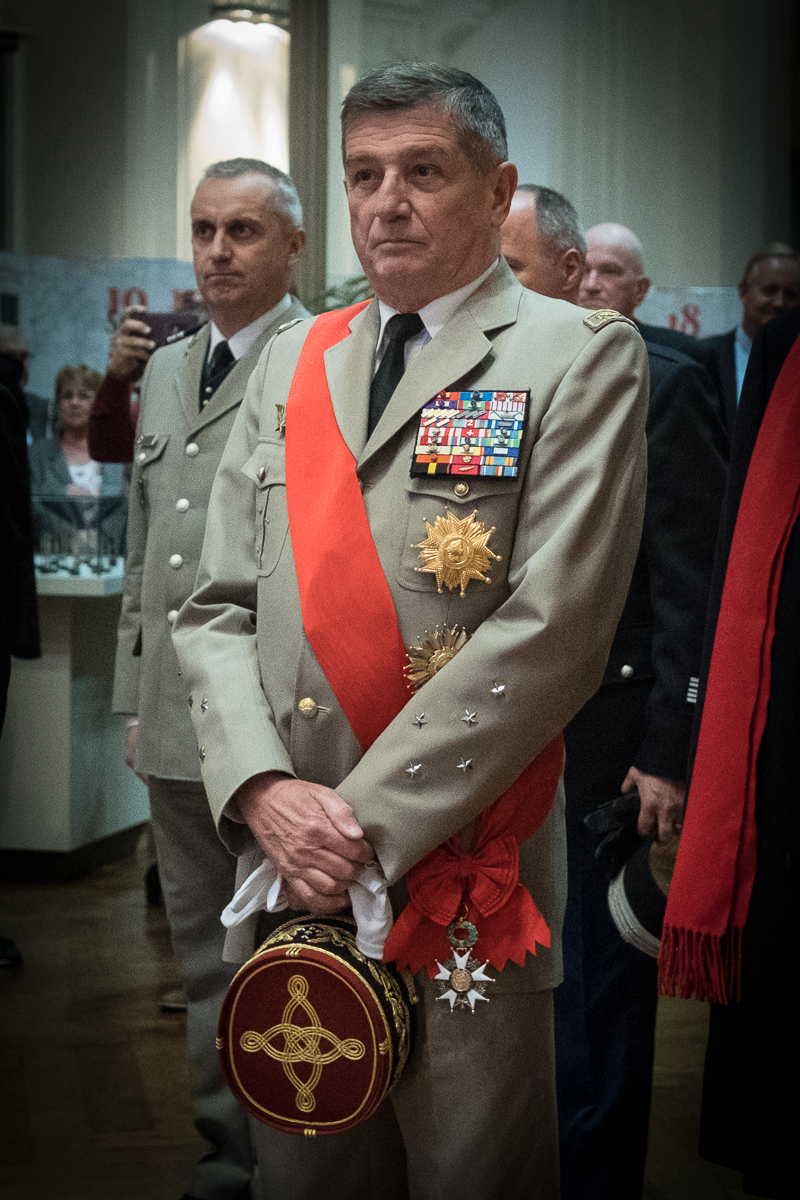
General Benoît Puga, Gran Canciller de la Legión de Honor.

Bajo la autoridad del Gran Maestro y siguiendo sus instrucciones, el Gran Canciller dirige el trabajo del Consejo de la Orden y el de los servicios administrativos. Reporta directamente al Presidente de la República, gran maestro de la orden, quien puede llamarlo para que lo escuche el Consejo de Ministros cuando se mencionan allí los intereses de la orden24.
El Gran Canciller es nombrado por el presidente de la República, en el Consejo de Ministros; es elegido entre las grandes cruces de la orden. Permanece a cargo por un período de seis años, a menos que sea despedido antes. Este período es renovable. De Lacépède, la mayoría de los cancilleres eran soldados. Las responsabilidades del gran canciller son bastante amplias: él es responsable de todos los problemas asociados con las condecoraciones en Francia. Es en particular el Gran Canciller quien otorga autorizaciones para usar las condecoraciones extranjeras. También es canciller de la Orden Nacional del Mérito y es la autoridad responsable de otorgar y sancionar la medalla militar.

### Consejo de la Orden de la Legión de Honor
El Consejo de la Orden, reunido bajo la presidencia del Gran Canciller, delibera sobre cuestiones relacionadas con el estado y el presupuesto de la orden, nombramientos o promociones en la jerarquía y disciplina de los miembros de la orden y los beneficiarios. distinciones del orden.
El consejo incluye, presidido por el gran canciller: catorce miembros elegidos entre los dignatarios y comandantes de la orden; un miembro elegido entre los oficiales; un miembro elegido entre los caballeros, Estos miembros son elegidos por el Gran Maestro, a propuesta del Gran Canciller. Son nombrados por decreto. La junta se renueva a la mitad cada dos años; los miembros salientes pueden ser nombrados nuevamente

## Grados
En la actualidad, el Gran Maestre de la Orden es el Presidente de la República. Está compuesta por cinco categorías, que en orden ascendente, son:
- Chevalier ou Dame (Caballero o Dama)
- Officier (Oficial)
- Commandeur ou Commandeure (Comendador o Comendadora)
- Grand-Officier (Gran Oficial)
- Grand-Croix (Gran Cruz)
- Grand-Collier (Gran Collar)

## Uniformidad
Las graduaciones de Chevalier ou Dame (1) y de Officier (2) lucen la condecoración a la izquierda del pecho. La de Commandeur ou Comandare (3) la lleva colgando del cuello. La graduación de Grand-Officier (4) luce la estrella de su cargo a la derecha del pecho y la cruz de Officier a la izquierda. La graduación de Grand-Croix (5) lleva su placa a la izquierda, y sobre el hombro derecho y atada al costado izquierdo, la banda.

## Insignias

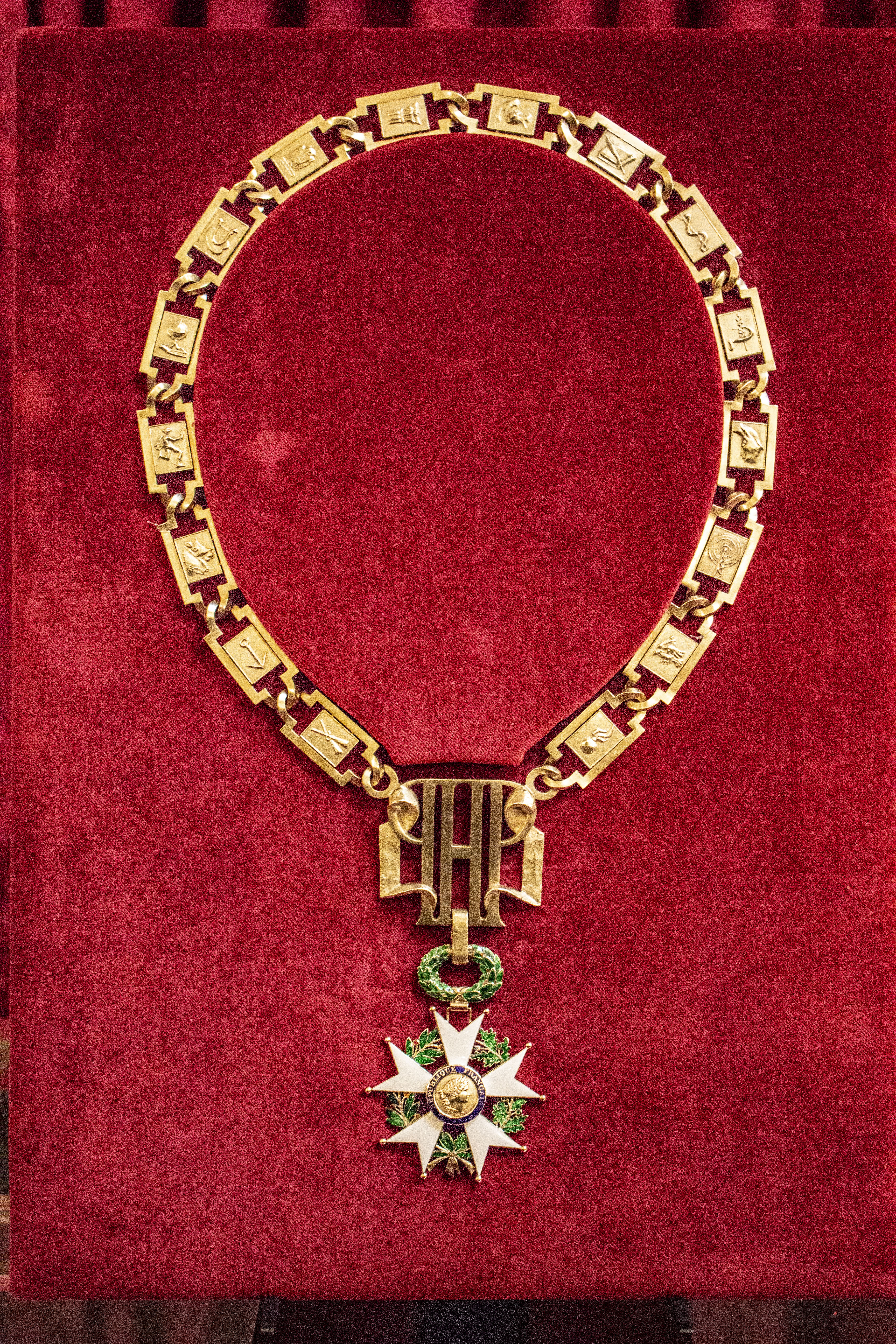
Gran Collar de la Legión de Honor

La efigie que adorna el anverso de la medalla ha ido cambiando con la historia. Hasta 1815 aparecía el perfil de Napoleón I pero, con la Restauración, se cambió por el de Enrique IV. La imagen de Napoleón Bonaparte volvió a usarse entre 1848 y 1880; desde finales de siglo XIX es una figura femenina la que decora la medalla.
En la orden de la Legión de Honor se entra en el grado más bajo, que es el de caballero, pudiendo progresar por méritos exhibidos. El cargo supremo es el de gran maestre, que corresponde al presidente de la República Francesa quien, a su vez, lo recibe de manos del gran canciller de la Orden, y este último es elegido de entre los que poseen la gran cruz y es quien preside el Consejo de la Orden.
Para entrar en la Legión es necesario que un ministro presente al candidato al Consejo de la Orden. Si el Consejo aprueba la propuesta ministerial, el candidato pasa a ser miembro, recibiendo una condecoración en el curso de una solemne ceremonia.
Las insignias también cambian según el orden jerárquico, principalmente por su tamaño. La de los caballeros y oficiales tienen un diámetro de 37 milímetros, mientras que la de los comendadores es de 60. Quien accede al título de gran oficial o gran cruz, aparte de la condecoración, recibe una placa de 90 milímetros bañada en plata u oro.
| Insignia de Caballero de la Legión de Honor | Insignia de Oficial de la Legión de Honor | Insignia de Comandante de la Legión de Honor | Placa del Gran Oficial de la Legión de Honor | Placa, bufanda y joya de la Gran Cruz de la Legión de Honor en su estuche |
| ------------------------------------------- | ----------------------------------------- | -------------------------------------------- | -------------------------------------------- | ------------------------------------------------------------------------- |
|                                             |                                           |                                              |                                              |                                                                           |